# YOSHIYA
YOSHIYA（ヨシヤ、1976年12月21日 - ）は、男性元プロレスラー。東京都武蔵野市出身。身長185cm、体重107kg。妻は元女子プロレスラーの長嶋美智子。

## 略歴
1997年8月12日、IWA・JAPANにて山下義也でプロレスデビュー。対戦相手は佐藤竜騎士。その後リングネームをYOSHIYAに改名。
2001年、同団体を離脱しフリーになる。GENTAROとのタッグで名をあげる。
2002年、TAKAみちのくにスカウトされKAIENTAI DOJO所属となり、当初は同じ長身の筑前りょう太、ジョー赤山と千葉ポートタワーズを結成していた。
2005年、古巣のIWA・JAPANにも参戦し、抗争していたアップルみゆきとスラムローズを結成。12月23日、 WEWハードコアタッグ王座を獲得した。
2006年、アップルみゆきを裏切り、大石真翔、旭志織、バンビとともにヒールユニットΩを結成する。
2007年、長期休業。
2008年、KAIENTAI-DOJO6周年記念興行にて復帰、アップルとスラムローズを再結成し、Ωを離脱。WEWハードコアタッグ王座を獲得。しかしアップルは退団した。
2009年、山縣優、関根龍一と山下一家を結成。
2010年、山下一家が解散。体調不良を理由にスポット出場となる。
2012年、9月19日に引退を発表。10月14日の後楽園ホール大会をもって引退。
現役時に柔道整復師の資格を取得しており、地元、武蔵野で「マイティイ治療院」を開業した。

## 得意技
ビッグブーツ
チョークスラム
アンダー・ザ・マウンテン
- チョークスラムのように持ち上げてから、シットダウン式のパワーボムに移行する技。

ダブルクロスブーツ
- 座っている相手に対しての顔面前蹴り。オメガ加入後からのフィニッシャー。

## タイトル歴
DDTプロレスリング
- 第4代KO-Dタッグ王座（パートナーはGENTARO）
- 第1回プロレス甲子園優勝。

KAIENTAI DOJO
- 第6代STRONGEST-K TAG王座（パートナーはMIYAWAKI）
- 第13代UWA&UWFインターコンチネンタルタッグ王座（パートナーはGENTARO）
- 第13・14・18・20・23・32代WEWハードコアタッグ王座（パートナーはBADBOY非道→アップルみゆき×3→Hard core kid 狐次郎→真霜拳號）
- K-AWARD  年間最高試合賞（タッグマッチ部門）（2005、2009年）

## 入場テーマ曲
- 初代:「CASINO DRIVE」（RED WARRIORS）
- 2代目:「Nine Lives」（エアロスミス）
- 3代目:「Texas op & S.O.S」（THE MACHINE GUN TV）※キングレコード「KAIENTAI DOJO」に収録

## テレビ出演
- プロレスKING(GAORA)
- ピタゴラスイッチ（NHK）
- 中居正広の金曜日のスマたちへ（TBS）